# Cattedrale di Aleksandr Nevskij (Tbilisi)
La cattedrale militare di Sant'Aleksandr Nevskij (in georgiano ტფილისის სამხედრო ტაძარი?, tp'ilisis samkhedro tadzari; in russo Тифлисский Александро-Невский военный собор?, Tiflisskij Aleksandro-Nevskij voennyj sobor) è stata una chiesa ortodossa di Tbilisi.
Costruita in stile neobizantino sotto il dominio imperiale russo, la chiesa fu demolita nel 1930 per lasciare spazio al palazzo del Governo della Repubblica Socialista Sovietica Georgiana (divenuto poi sede del Parlamento della Georgia).

## Storia
La cattedrale fu eretta per commemorare la vittoria russa nella guerra caucasica contro i popoli delle montagne del Caucaso settentrionale e prese il nome dal santo russo medievale Aleksandr Nevskij. Inizialmente fu sostenuta dal cappellano capo dell'esercito caucasico Sergej Gumilevskij, dal governatore militare conte Šeremetev e dal granduca Michail Nikolaevič.
Nel 1865 si tenne un concorso di architettura per la cattedrale; il governo ne chiese l'esecuzione in stile "grandioso e magnifico" e che ospitasse fino a 2000 fedeli nella chiesa superiore (estiva). Tuttavia, i fondi stanziati per il progetto, anche con la fornitura di continue donazioni private, erano insufficienti a questi scopi. Sebbene il consiglio avesse assegnato il primo premio a una collaborazione congiunta di Viktor Schroeter e Andrej Huhn, il loro progetto a otto cupole venne rifiutato a causa del costo elevato. Alla fine il consiglio scelse il progetto più semplice di David Ivanovič Grimm. Grimm riutilizzò un motivo a croce inventato da Roman Kuzmin', con quattro absidi simmetriche strettamente fuse nel volume principale (a differenza del prototipo di Hagia Sophia con solo due absidi principali); tuttavia, la sua versione fu estesa verticalmente, allontanandosi radicalmente dalle forme appiattite dei primi templi bizantini. La composizione di base della cattedrale di Tbilisi divenne un modello per l'emergente stile bizantino molto prima del suo completamento.
La costruzione della cattedrale fu avviata sei anni dopo, il 16 aprile 1871, nella parte superiore del giardino di Alessandro in piazza Gunibskij (in seguito nota come Piazza Sobornyj, ora parte del viale Rustaveli). Tuttavia, meno di un anno dopo fu sospesa a tempo indeterminato. La costruzione riprese nel 1889; nell'aprile 1891 i muratori terminarono i lavori di fondazione e procedettero alla muratura. 32 anni dopo il concorso del 1865, il 21 maggio 1897, la cattedrale fu consacrata dall'esarca Vladimir di Georgia. Grimm morì l'anno successivo.
La cattedrale, alta 40 metri e con una cupola di 13 metri, fu costruita per essere la più grande della regione del Caucaso. L'opera d'arte interna era ispirata dalla cattedrale di Cristo Salvatore recentemente completata a Mosca e dalla cattedrale di San Vladimiro a Kiev. Le icone erano basate su prototipi di Fëdor Bruni e Viktor Vasnecov.
La cattedrale fu amministrata dall'esarcato della Georgia fino al 1917 quando passò al Patriarcato georgiano ortodosso autocefalo recentemente ripristinato. Nel febbraio 1921, il suo cimitero divenne un luogo di sepoltura per i cadetti della scuola militare georgiana caduti nei combattimenti con l'Armata Rossa sovietica. Nel 1930, la cattedrale fu demolita dal governo sovietico per costruire al suo posto il palazzo del Governo della RSS Georgiana (in seguito sede del Parlamento della Georgia).